# Chrysso bimaculata
Chrysso bimaculata là một loài nhện trong họ Theridiidae.
Loài này thuộc chi Chrysso. Chrysso bimaculata được Hajime Yoshida miêu tả năm 1998.